# Jehuda Lancry
Jehuda Lancry (hebrejsky: יהודה לנקרי, narozen 25. září 1947) je izraelský politik a bývalý poslanec Knesetu za alianci Likud-Gešer-Comet a stranu Gešer.

## Biografie
Narodil se v Maroku a v roce 1965 přesídlil do Izraele. Vystudoval střední školu v Casablance, získal doktorát z francouzské literatury na Haifské univerzitě a na Université de Nice Sophia Antipolis ve Francii. Sloužil v izraelské armádě, kde dosáhl hodnosti Sergeant Major (Rav Samal Mitkadem). Hovoří hebrejsky, francouzsky a anglicky.

## Politická dráha
V letech 1992–1995 byl velvyslancem Izraele ve Francii. Předtím v letech 1983–1992 zastával post starosty města Šlomi. V letech 1991–1992 také působil na postu ředitele televizní stanice Aruc Štajim.
V izraelském parlamentu zasedl po volbách v roce 1996, v nichž kandidoval za střechovou kandidátní listinu Likud-Gešer-Comet. Ta se později rozpadla a Lancry přešel do samostatného klubu Gešer. Zasedal v parlamentním výboru pro zahraniční záležitosti a obranu, výboru pro vzdělávání a kulturu a předsedal výboru etickému. Zároveň byl místopředsedou Knesetu.
Ve volbách v roce 1999 kandidoval, ale nebyl zvolen. Odešel pak na post velvyslance Izraele při OSN.